# Findlay Freedom
Die Findlay Freedom waren eine US-amerikanische Eishockeymannschaft aus Findlay, Ohio. Das Team spielte in der Saison 2006/07 in der North Eastern Hockey League. Die Heimspiele wurden in der Clauss Ice Arena ausgetragen.

## Geschichte
Die Mannschaft wurde 2006 als Franchise der North Eastern Hockey League gegründet. In ihrer einzigen Spielzeit belegten die Freedom mit zehn Siegen in 20 Spielen den zweiten Platz der regulären Saison hinter den unbesiegten New England Stars. Für die Saison 2007/08 sollte das Team ebenfalls am Spielbetrieb teilnehmen, zog sich jedoch aufgrund finanzieller Probleme zurück.

## Saisonstatistik
Abkürzungen: GP = Spiele, W = Siege, L = Niederlagen, T = Unentschieden, OTL = Niederlagen nach Overtime SOL = Niederlagen nach Shootout, Pts = Punkte, GF = Erzielte Tore, GA = Gegentore, PIM = Strafminuten
| Saison  | GP | W  | L | T | OTL | SOL | Pts | GF  | GA  | Platz    | Playoffs |
| 2006/07 | 20 | 10 | 8 | — | 2   | 0   | 22  | 137 | 167 | 2., NEHL | —        |